# Tiền Côn
Tiền Côn sinh ngày 1 tháng 1 năm 1996, được biết đến với biệt danh Kun, là một ca sĩ, nhạc sĩ và nhà sản xuất người Trung Quốc. Anh là thành viên của nhóm nhạc nam Hàn Quốc NCT và là trưởng nhóm của WayV hay NCT Trung Quốc.

## Tiểu sử
Kun sinh ngày 1 tháng 1 năm 1996 tại Thái Ninh, Phúc Kiến, Trung Quốc. Anh tốt nghiệp Học viện Âm nhạc Đương đại Bắc Kinh.
Trong tháng 12 năm 2015, Kun đã được giới thiệu với tư cách là một trong số những thực tập sinh công khai của SM Entertainment hay còn gọi là SM Rookies.
Ngày 4 tháng 4 năm 2016, SM Entertainment đã công bố unit đầu tiên của NCT, NCT U. Kun đã hát phiên bản tiếng Trung của đĩa đơn "Without You" do Taeil, Doyoung và Jaehyun hát ban đầu bằng tiếng Hàn.

### 2018 – nay: Ra mắt với NCT, WayV và các hoạt động solo
Vào giữa tháng 1, SM Entertainment đã công bố NCT 2018, một dự án có sự tham gia của tất cả 18 thành viên NCT. Vào ngày 30 tháng 1, SM đã phát hành một video có tựa đề "NCT 2018 Yearbook # 1", trong đó có tất cả các thành viên trước đó và giới thiệu các thành viên mới bao gồm Kun, Lucas và Jungwoo. Anh ấy đã ra mắt chính thức vào ngày 18 tháng 4 năm 2018, với "Black on Black".
Vào tháng 12 năm 2018, Kun được công bố là thành viên của nhóm nhạc Trung Quốc WayV của NCT, được quản lý bởi Label V. Nhóm có 7 thành viên chính thức ra mắt vào ngày 17 tháng 1 năm 2019 với EP đầu tay The Vision, Kun là trưởng nhóm. Đĩa đơn chủ đạo "Regular" là bản làm lại bằng tiếng Quan Thoại của " Regular " bản Hàn của NCT 127.
Ngày 5 tháng 12 năm 2019, đã có thông báo rằng Kun sẽ tham gia đội hình MC cho chương trình trò chuyện về sắc đẹp Pink Festa cùng với Kim Jong-kook, Hwang Kwang-hee và nhiều hơn nữa.
Năm 2020, Kun hợp tác với Zhou Mi của Super Junior-M và bạn cùng nhóm Xiaojun trong đĩa đơn "I'll Be There", phát hành vào ngày 28 tháng 2 ăm 2020.
Ngày 16 tháng 6 năm 2021, Kun và Xiaojun đã phát hành đĩa đơn kỹ thuật số "Back To You" gồm 3 ca khúc Back To You (bản Trung), Sleepless, Back To You (bản Anh) với tư cách là một unit của WayV, tức WayV-KUN&XIAOJUN.

## Đĩa đơn
| "I'll Be There" (với Zhou Mi và Xiaojun)                                                    | 2020 | - | - | — | Không phải album đĩa đơn |
| "—" biểu thị cho bài hát không nằm trong bảng xếp hạng hoặc không phát hành tại khu vực đó. |      |   |   |   |                          |